# Sevenia howensis
Sevenia howensis is vlinder uit de Nymphalidae. De wetenschappelijke naam voor deze soort is voor het eerst voorgesteld door Otto Staudinger in een publicatie uit 1886.
Deze soort komt voor in Madagaskar en kan worden aangetroffen in kapvlakten.